# Carex autumnalis
Espèce
Classification phylogénétique
Carex autumnalis est une espèce de plantes du genre Carex et de la famille des Cyperaceae.